# Секша (приток Костромы)
Секша — река в России, протекает по Любимскому району Ярославской области. Устье реки находится в 75 км по правому берегу реки Кострома от её устья. Длина реки составляет 11 км.
Сельские населённые пункты около реки: Панфилово, Ермаково, Василево, Болваново, Харино, Починок, Пустынь; напротив устья уже Костромская область.
После Панфилово пересекает железную дорогу Данилов — Буй.

## Данные водного реестра
По данным государственного водного реестра России относится к Верхневолжскому бассейновому округу, водохозяйственный участок реки — Кострома от истока до водомерного поста у деревни Исады, речной подбассейн реки — Волга ниже Рыбинского водохранилища до впадения Оки. Речной бассейн реки — (Верхняя) Волга до Куйбышевского водохранилища (без бассейна Оки).
Код объекта в государственном водном реестре — 08010300112110000012663.